# Neoconocephalus puiggarii
Neoconocephalus puiggarii är en insektsart som först beskrevs av Bolívar, I. 1884.  Neoconocephalus puiggarii ingår i släktet Neoconocephalus och familjen vårtbitare. Inga underarter finns listade i Catalogue of Life.